# اریش فریدریش اشمیت

اریش فردریش اشمیت و دستیارش در شهرری در حال کاوش، ۱۹۳۳

اریش فریدریش اشمیت (به آلمانی: Erich Friedrich Schmidt) (زاده ۱۳ سپتامبر ۱۸۹۷ - درگذشته ۳ اکتبر ۱۹۶۴) باستان‌شناس آلمانی-آمریکایی متولد شهر بادن-بادن بود.

## فعالیت اشمیت
او استاد مؤسسه خاورشناسی دانشگاه شیکاگو بود و پژوهش‌های گسترده‌ای از سال ۱۹۳۴ تا ۱۹۳۹ در مناطق مختلف ایران نظیر تخت جمشید انجام داد.
اشمیت همچنین اولین کاوش علمی در چشمه‌علی شهر ری را از سال ۱۹۳۴ م. تا ۱۹۳۶ م. انجام داد که به دلیل مرگ زودهنگام وی، جز گزارشی مختصر چیزی از نتایج این کاوش‌ها منتشر نشد. در سال ۱۹۹۵ م. تیموتی متنی(به انگلیسی: Timothey Matney) با مراجعه به آرشیو کارها و یافته‌های اشمیت، گزارشی با نام «کاوش دوباره چشمه علی» منتشر کرد که کورش روستایی آن را در سال ۱۳۷۷ شمسی در مجله «باستان پژوهی» ترجمه و به چاپ رساند.

## آثار اشمیت
- Time-Relations of Prehistoric Pottery Types in Southern Arizona, Anthropological Papers of the American Museum of Natural History 30, no. 5 (1928)
- Anatolia Through the Ages: Discoveries at the Alishar Mound, 1927-1929 (Chicago, IL: University of Chicago Press, 1931).
- Excavations at Tepe Hissar, Damghan (Philadelphia, PA: University of Pennsylvania Press, 1937).
- Flights Over Ancient Cities of Iran (Chicago, IL: University of Chicago Press, 1940).
- Persepolis I: Structures, Reliefs, Inscriptions (Chicago: University of Chicago Press,1953).
- Persepolis II: Contents of the Treasury and Other Discoveries (Chicago: University of Chicago Press, 1957).
- Persepolis III: The Royal Tombs and Other Monuments (Chicago: University of Chicago Press, 1970).
- The Treasury of Persepolis and Other Discoveries in the Homeland of the Achaemenians, OIC 21 (Chicago: University of Chicago Press, 1939);